# Ogrezeni
Ogrezeni è un comune della Romania di 4 571 abitanti, ubicato nel distretto di Giurgiu, nella regione storica della Muntenia.
Il comune è formato dall'unione di 2 villaggi: Hobaia e Ogrezeni.